# Шамханов, Идрис Селимович
Идри́с Сели́мович Шамха́нов (род. 5 марта 1994, Курчалой, Чечня) — российский боксёр, призёр чемпионата России, мастер спорта России.

## Биография
Чеченец. Выпускник Чеченского государственного университета. Выступал в полутяжёлой весовой категории (до 81 кг). Его тренерами в разное время были Ханпаша Магомадов, Беслан Кадыров, Л. Какаев. Дважды (2008 и 2010 годы) становился чемпионом Европы среди юношей. В 2009 год победил на юношеском чемпионате мира. В 2014 году стал бронзовым призёром чемпионата страны среди взрослых. В 2015 году представлял Россию на чемпионате Европы, где не смог попасть в число призёров.

## Спортивные результаты
- Первенство Европы по боксу среди юношей 2008 года — ;
- Первенство мира по боксу среди юношей 2009 года — ;
- Первенство Европы по боксу среди юношей 2010 года — ;
- Чемпионат России по боксу 2014 года — .